# イントゥイション (ラッパー)
イントゥイション（Intuition、1981年7月8日 - ）は、アメリカ合衆国のラッパーである。カリフォルニア州ロサンゼルスを拠点に活動している。

## 経歴
2007年、自身初のソロ・アルバム『Stories About Nothing』をリリースした。2009年、ラッパーのVerBSとの共作によるEP『Buzz』をリリースした。2010年、2枚目のソロ・アルバム『Girls Like Me』がリリースされた。同作にはラッパーのSlugがゲスト参加しており、収録曲の大半をEqualibrumがプロデュースしている。2014年、プロデューサーのEqualibrumとの共作によるアルバム『Intuition & Equalibrum』をリリースした。

## ディスコグラフィー

### スタジオ・アルバム
- Stories About Nothing (2007)
- Girls Like Me (2010)
- Intuition & Equalibrum (2014) (with Equalibrum)

### コンピレーション・アルバム
- I Ruined These Songs for You (2010)
- I Ruined These Songs for You Too (2011)

### EP
- Buzz (2009) (with VerBS)

### シングル
- "Sanctuary" (2011)
- "Imagining" (2013) (with Equalibrum)